# Förtryck av den kurdiska minoriteten i Republiken Turkiet
Förtryck av den kurdiska minoriteten i Republiken Turkiet avser de politiska, språkpolitiska och militära åtgärder som enligt oberoende forskare vidtagits av Turkiets regering för att undertrycka den kurdiska folkgruppen i Turkiet efter det moderna Turkiets skapande efter första världskriget.

## Historisk bakgrund i Osmanska riket
Kurderna i nuvarande Turkiet, Irak och Syrien lydde fram till fredssluten efter första världskriget under det multietniska Osmanska riket, som leddes av etniska turkar. Under större delen av Osmanska rikets historia rådde ett mått av samförstånd mellan den osmanska monarkiska centralmakten och de halvt autonoma kurdiska stammarna. Under senare delen av 1800-talet ökade spänningarna; bland annat sökte centralmakten minska de kurdiska gruppernas autonomi. Under senare delen av 1800-talet fanns två tendenser i relationerna mellan överheten och kurderna. Å ena sidan gavs kurderna en statsbevarande ställning som skattebetalande leverantörer av militärregementen, som bland annat bekämpade armenisk nationalism, vilket ledde till starka motsättningar mellan armenier och kurder. Å andra sidan skedde ett kurdiskt nationellt uppvaknande, vars första betydelsefulla yttring var Schejk Ubeydullahs uppror 1880.

## Turkiets omorganisering
Under Osmanska rikets sista tid och den ungturkiskt ledda omdaningen av Turkiet fortsatte kurdiska grupper att ha ett tvetydigt förhållande till centralmakten. Å ena sidan stred kurder i allmänhet för Osmanska riket i första världskriget och ett antal kurder deltog i genomförandet av ungturkarnas folkmord på armenierna. Å andra sidan inledde centralmakten, främst Kommittén för enhet och framsteg och ungturkarna, en turkifieringspolitik mot minoriteter redan 1910
Genom Lausannefreden 1923 fastställdes gränserna för Osmanska imperiets turkiska efterföljarstat. Det nya Turkiet gjorde stora territoriella förluster i etniskt kurdiska områden men hade fortfarande en stor kurdisk minoritet. Förhållandet mellan den framväxande turkiska statsledningen och den kurdiska minoriteten var till en början inte entydigt fientligt. Under övergångsskedet från det Osmanska riket till det nya Turkiet hade statsgrundaren Mustafa Kemal gjort utfästelser till de kurdiska ”bröderna” om viss självstyrelse inom en turkisk enhetsstat. Löftena om autonomi till kurdiska stamledare utfärdades för att få kurdisk hjälp under första världskriget och under striderna när Turkiets grannländer och stormakterna försökte stycka och kraftigt minska Turkiets territorium.

## Förtryck av kurder i republiken
Mustafa Kemals löften infriades inte. Republiken Turkiet var från sitt grundande på 20‑talet inriktad på att bli en etniskt enhetlig turkisk nationalstat. Kurdiska språket undertrycktes, och existensen av ett kurdisk minoritet erkändes inte. Efter en kurdisk revolt 1925 tillgrep staten i ökad utsträckning militära maktmedel.

### Ideologin bakom assimilationen
Mot slutet av 20‑talet hade turkiska statens historiker och samhällsvetenskapliga forskare utvecklat en teori om kurdernas historia. Enligt denna teori härstammade kurderna från turkmenska stammar, och var egentligen turkar, som hade glömt sitt ursprung. Teoribildningen har betecknats som intellektuellt ohållbar (”intellectually unacceptable”) och ”pseudointellektuell”.  Detta synsätt uttrycktes i neologismen bergsturkar, som användes i stället för ”kurder” för att förneka den kurdiska etnicitetens existens.

### Fördrivningar och decimering av befolkningen
Centralregeringen har tillgripit folkomflyttningar mot den kurdiska minoriteten. Mellan 1925 och 1938 fördrevs tiotusentals kurder (och andra minoriteter) till västra Turkiet, där den kurdiska identiteten snabbare försvagas. Massakrer utfördes av turkisk militär, som Dersimmassakern vilken beräknas ha krävt 13 000 dödsoffer. Under åren 1984-1999 tömdes och förstördes uppskattningsvis 7000 kurdiska byar som ett led i regeringens krigföring mot Kurdistans arbetarparti PKK och miljontals kurder förlorade sin försörjning och tvingades flytta till storstäderna eller fly utomlands.

### Förtryck av språk och kultur
Sedan republikens grundande har statens politik varit inriktad på turkisk enspråkighet och utrotandet av minoritetsspråk. Skolundervisning på kurdiska har i princip varit förbjuden. Nu gällande (2020) grundlag stadgar att inget språk annat än turkiska skall läras ut som modersmål till turkiska medborgare vid något lärosäte. Kurdiska språkets själva existens har förnekats då det beskrivits som en blandning av asiatisk turkiska och persiska eller ”en outvecklad efterhärmning av arabiska och persiska som smultit ned till ett ordförråd om några hundra ord”. I turkiska domstolsprotokoll togs yttranden på kurdiska inte med, utan en anteckning gjordes om att ”främmande ljud” hörts; ordet ”språk” undveks. På 50‑ och 60‑talen gjordes vissa försök att publicera texter om och på kurdiska, och om den kurdiska frågan – försök som ledde till indragningar och förbud. Musik, dräktskick och traditioner som nyårsfirandet newroz förbjöds, liksom kurdiska namn, och kurdiska alfabetet. Efter militärkuppen 1980 skärptes språkförtrycket ytterligare; bland annat antogs den ovan nämnda grundlagen.

### Fängslanden och tortyr
Efter militärkuppen 1980 fängslades över en halv miljon människor, varav många var kurdiska politiker, aktivister och intellektuella. Fängelset i den kurdiska staden Diyarbakir blev ökänt för avrättningar och tortyr.
Efter att Kurdistans arbetarparti PKK inledde en väpnad kamp mot regeringen så har myndigheter och domstolar satt stämpeln terrorism även på fredliga demonstrationer och på journalistisk eller konstnärlig verksamhet som uttrycker stöd  för kurders rättigheter. Exempelvis dömdes författaren Yasar Kemal år 2013 till 20 månaders fängelse för en artikel där han kritiserade regeringens politik  gentemot kurder. Domen omvandlades senare till villkorlig, men många andra journalister och författare har fängslats på grund av de de skrivit. I augusti 2012 satt fler än 50 kurdiska författare fängslade med hänvisning till antiterrorlagar.

### Förbjudna politiska partier
Sedan 1978 har det bildats ett antal politiska partier med inriktning på den kurdiska befolkningens rättigheter, och de har antingen förbjudits eller på annat sätt förhindrats att arbeta:
- PKK, Kurdistans arbetarparti bildades 1978 med Abdullah Öcalan som ledare och har sedan 1984 varit part i ett inbördeskrig som var mycket intensivt fram till 1999 men fortfarande (2022) inte är över.

- HEP, Folkets arbetarparti, bildades 1990 av tio kurdiska parlamentsledamöter som lämnade det socialdemokratiska partiet, som var Turkiets största oppositionsparti. I juni 1991 torterades och dödades partiets ordförande Vahdet Aydin. Mordet skylldes på säkerhetsstyrkorna men regeringen förnekade all inblandning. I valet 1991 tilläts inte HEP ställa upp på grund av sin pro-kurdiska profil men vann 22 platser i samarbete med socialdemokraterna. 1993 uteslöts HEP från parlamentet på grund av sitt försvar av det kurdiska folket rättigheter.[14]
- DEP, Demokratiska partiet, bildades 1993 för att ersätta HEP. Mellan juli 1991 och september 1993 mördades 54 medlemmar av HEP / DEP. Partierna lade skulden på regeringen medan regeringen hävdade att de dödats av Hizbollah. DEP:s ledare Yasar Kaya och två andra medlemmar dömdes till fängelsestraff för separatism och en parlamentarisk kommission krävde att DEP-parlamentarikernas immunitet skälle hävas, vilket kunde leda till dödsstraff. 1994 förbjöds partiet och dess parlamentsledamöter förlorade sina platser.[14]
- HADEP, Folkets demokratiska parti, bildades 1994 för att ersätta DEP.. HADEP bojkottade valen 1994 eftersom de bedömde att valet inte skulle gå rätt till. I valet 1995 misslyckades partet att nå upp till de 10 procent som krävdes för att ingå i parlamentet. 1997 dömdes 31 HADEP-ledare till upp till sex års fängelse för att ha möjliggjort att en PKK-flagga hissats på ett HADEP-möte. 1999 krävde chefsåklagaren att  HADEP skulle förbjudas. Därefter stormades partihögkvarteret och 139 partifunktionärer arresterades. Under 2000-2001 arresterades ytterligare hundratals av HADEP:s funktionärer och ledande medlemmar.[14]
- HDP (Folkets demokratiska parti) bildades 2012. Partiet omfattar inte bara kurder men betecknas som "pro-kurdiskt". 2021 var HDP det tredje största i Turkiet men hindras i sitt arbete genom att tusentals medlemmar har ställts inför rätta i vad som av utomstående bedömare har betecknats som sm "häxjakt".[15]

### Fredsinitiativ
En viss mildring i undertryckandet av kurderna skedde runt 2010 under den så kallade kurdiska öppningen som inleddes av Rättvise- och utvecklingspartiet, vilket dominerat turkisk politik sedan 2002. Bakgrunden var bland annat Turkiets försök att närma sig EU, och den nya politiken var ett led i att finna en lösning på den väpnade konflikt som sedan 1984 rått mellan turkiska staten och PKK. Bland reformerna märktes att TV‑kanaler tillåts sända på kurdiska, att universitetsinstitutioner för kurdiska språket och litteraturen inrättats, och att kurdiska blev tillvalsämne på gymnasienivå, men inte i grundläggande skolning. Som ett mått på reformernas begränsade karaktär kan nämnas att det noterades som ett framsteg att en domstol noterade att åtalade kurdiska aktivister yttrat sig på ett ”främmande språk” snarare än att de gjort ”främmande ljud”. Efter några år avstannade fredsprocessen, och den ”kurdiska öppningen” anses inte (2019) ha lett till varaktig förbättring av kurdernas läge i Turkiet.